# Adoretus adustus
Adoretus adustus är en skalbaggsart som beskrevs av Ohaus 1913. Adoretus adustus ingår i släktet Adoretus och familjen Rutelidae. Inga underarter finns listade i Catalogue of Life.